# Gnatholepis davaoensis
Gnatholepis davaoensis är en fiskart som beskrevs av Seale, 1910. Gnatholepis davaoensis ingår i släktet Gnatholepis och familjen smörbultsfiskar. Inga underarter finns listade i Catalogue of Life.